# Abavorana
Abavorana là một chi ếch thực sự được tìm thấy ở Đông Nam Á, bao gồm Bán đảo Mã Lai, Sumatra, và Borneo. Các loài thuộc chi này từng được xếp vào chi Hylarana, nhưng hiện nay đã được phân loại lại thành chi Abavorana mới sau khi phát sinh loài của chi Hylarana được xem xét lại vào năm 2015.

## Loài
Hiện có 3 loài được xếp vào chi này:
- Abavorana decorata (Moquard, 1890)
- Abavorana luctuosa (Peters, 1871)
- Abavorana nazgul Quah, Anuar, Grismer, Wood, Azizah, và Muin, 2017